# Moritz von Oswald

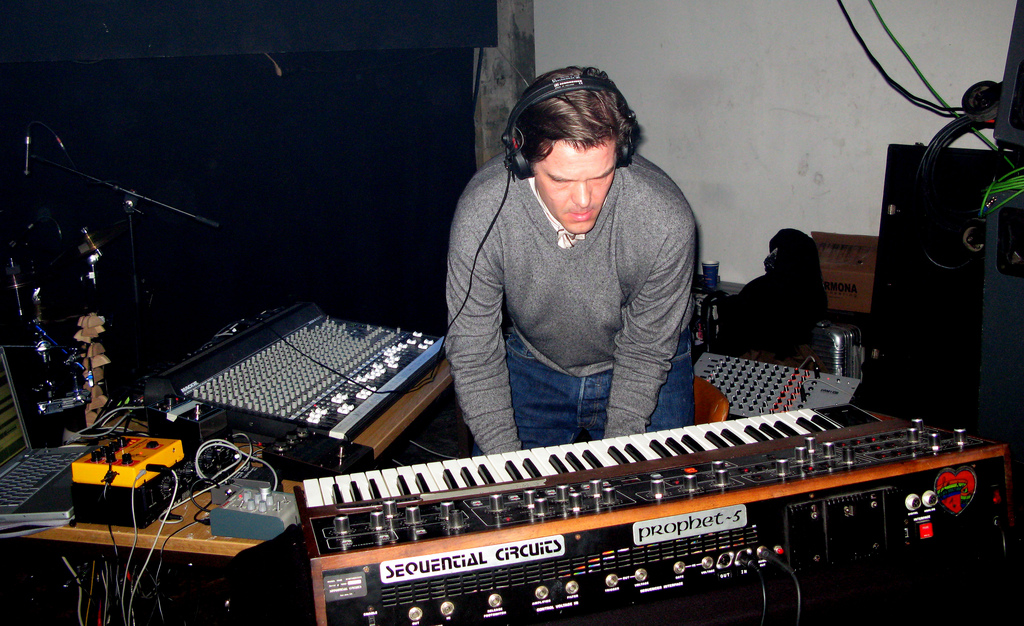
Moritz von Oswald actuando.

Moritz von Oswald, uno de los dos integrantes de los proyectos musicales Basic Channel y Maurizio, se convirtió en uno de los productores de techno más influyentes de los años 90. En los 80 era percusionista de Palais Schaumburg, pero hacia finales de esa década se adentró en la música electrónica. Comenzó con los proyectos 2MB y 3MB junto a Thomas Fehlmann, y más adelante cofundó el sello Basic Channel junto a Mark Ernestus. Los diferentes discos de este sello son uno de los mayores exponentes del género musical conocido como Minimal techno. Como parte del eje musical Berlín/Detroit, Basic Channel puso los cimientos del sonido de techno minimalista que también practicaron otros productores como Robert Hood o Jeff Mills. 
Residente en Berlín, Von Oswald fue parte de la escena techno berlinesa que pivotaba en torno al club y sello discográfico Tresor y a la tienda especializada Hard Wax (fundada por Ernestus). Los discos de Basic Channel y de Maurizio se caracterizan por prominentes beats 4x4 y pads de sintetizador con claras influencias de la música dub jamaicana. La mayor parte de sus 12" contienen temas que ocupan una cara entera del disco. Posteriormente, tras el cierre de Basic Channel continuaron publicando música a través de otro sello, Chain Reaction. En la actualidad se centra en su proyecto de corte más jamaicano, Rhythm & Sound.
Su música ha influido poderosamente sobre artistas posteriores como Richie Hawtin, Thomas Brinkmann, Robert Henke (aka Monolake) o Wolfgang Voigt